# Pike megye (Alabama)
Pike megye az Amerikai Egyesült Államokban, azon belül Alabama államban található. Az állam délkeleti részén található Pike megye ad otthont a Troy Egyetemnek, amelynek az állam számos részén, valamint Ázsia és Európa számos pontján van kampusza. A megye ad otthont a Brundidge- i Antik Citynek is, egy sor antik üzletnek, amelyek a tizenkilencedik század elejére nyúlnak vissza. Pike megyét egy választott hattagú bizottság irányítja, és négy bejegyzett közösséget foglal magában. Megyeszékhelye és legnagyobb városa Troy. Lakosainak száma 33 009 fő (2020. április 1.). Pike megye Bullock, Barbour, Coffee, Dale, Montgomery és Crenshaw megyékkel határos.

## Történet
Pike megyét Henry és Montgomery megyék egyes részeiből hozták létre az alabamai közgyűlés 1821. december 17-i törvényével. A megye határai többször változtak Barbour, Bullock és Crenshaw megyék létrehozásával. A mai határokat 1897-ben alakultak ki. Pike megyét Zebulon Montgomery Pike tábornokról nevezték el, egy New Jersey-i felfedező és államférfi, aki a Louisiana Purchase déli részének nagy részét feltérképezte; A coloradói Pike's Peak-et is róla nevezték el. A legtöbb korai telepes a Karolinából származott, és skót-ír származású volt. Mások Georgiából érkeztek az Old Federal Roadon keresztül. A legkorábbi települések és városok Orion, Brundidge, Henderson, China Grove és Goshen voltak 
A megyét létrehozó 1821-es törvény ideiglenes igazságszolgáltatási székhelyet írt elő Andrew Townsend Louisville- i házában, amíg a Pike megyei biztosok ki nem választották a megyeszékhelyet. Keveset tudunk erről az első székhelyről, mivel Louisville végül Barbour megye részévé vált. A Pike megyei székhelyet 1827-ben Monticello-ba költöztették, 1828-ban pedig egy rönkből álló bírósági épületet építettek. Ezt az épületet 1839-ben lebontották, fogadónak építették át, majd végül le is bontották. 1837-ben a polgárok egy központibb igazságszolgáltatási székhelyre vágytak, ezért a megyeszékhelyet áthelyezték Trójába, amelyet eredetileg Deer Stand Hill néven ismertek. A bíróság a helyi üzletekben ülésezett egészen a bíróság épületének 1839-es felépítéséig. 1880-ban ezt az épületet lebontották és operaházzá építették újjá, amelyet végül le is bontottak. 1880-ban téglából épült bírósági épületet emeltek, 1898-ban bővítették ki. A huszadik század folyamán a bíróság épületét felújították, átalakították, és továbbra is használatban van

## Népesség
A 2020-as amerikai népszámlálás szerint Pike megye lakossága 33 009 volt. A válaszadók 57,2 százaléka fehérnek, 38,4 százaléka afro-amerikainak, 2,4 százaléka spanyolajkúnak, 1,9 százaléka két vagy több rasszúnak, 1,7 százaléka ázsiainak, 0,7 százaléka indiánnak és 0,1 százaléka hawaiinak vagy csendes-óceáni nak valotta magát. A megyeszékhely Trója a megye legnagyobb városa, 18 995 lakossal. További jelentős lakossági központok közé tartozik Brundidge, Goshen és Banks . A háztartások medián jövedelme 39 218 dollár volt, szemben az állam egészének 52 035 dollárjával, Pike megyében pedig 23 784 dollár volt az egy főre jutó jövedelem, szemben az állam egészének 28 934 dollárjával.
A megye népességének változása:
| Lakosok száma | 32 958 | 32 913 | 33 113 | 33 339 | 33 046 | 33 009 |
|               | 2010   | 2011   | 2012   | 2013   | 2015   | 2020   |

## Gazdaság
Pike megye vékony, homokos talaja termékeny volt, amikor a gazdálkodók először megérkeztek a tizennyolcadik század elején, de alig egy-két éves gazdálkodás után a talaj kimerült. Így a polgárháború előtt Pike megyében nem alakultak ki Alabama más területein oly gyakori nagy farmok és ültetvények, a mezőgazdaság pedig főleg a létfenntartási szinten maradt. A polgárháború után azonban a gazdálkodók megtanulták teraszosítani a földet, hogy megtartsák a felső talajréteget, és kereskedelmi műtrágyákat kezdtek hozzáadni. A gyapot hamarosan jelentős pénztermesztéssé vált, mígnem az 1910-es évek közepén megérkezett a zsizsik, majd a harmincas években a nagy gazdasági világválság következett. A gazdálkodók más mezőgazdasági tevékenységekre, különösen a földimogyoró- és állattenyésztésre diverzifikáltak, és más iparágak is fejlődésnek indultak, beleértve az őrlemény- és faüzemeket. Az 1960-as és 1970-es években az acél- és műanyaggyártás fontossá vált, amikor megnyílt a Lockheed Martin és a KW Plastics Recycling.

## Foglalkoztatás
A 2020-as népszámlálási becslések szerint Pike megyében a munkaerő a következő ipari kategóriák között oszlik meg:
- Oktatási szolgáltatások, valamint egészségügyi és szociális segélyek (24,2 százalék)
- Kiskereskedelem (14,5 százalék)
- Feldolgozóipar (11,9 százalék)
- Művészetek, szórakoztatás, rekreáció, valamint szállás- és étkezési szolgáltatások (9,4 százalék)
- Szakmai, tudományos, gazdálkodási, valamint adminisztratív és hulladékgazdálkodási szolgáltatások (8,4 százalék)
- Szállítás és raktározás, valamint közművek (7,8 százalék)
- Építőipar (5,6 százalék)
- Közigazgatás (5,6 százalék)
- Pénzügy és biztosítás, valamint ingatlan, bérbeadás és lízing (4,1 százalék)
- Egyéb szolgáltatások, kivéve a közigazgatást (3,1 százalék)
- Nagykereskedelem (2,1 százalék)
- Mezőgazdaság, erdészet, halászat és vadászat, valamint nyersanyag-kitermelés (2,0 százalék)
- Információ (1,3 százalék)

## Oktatás
A Pike County Schools hat általános és középiskolát, a Troy City Schools pedig négy általános és középiskolát felügyel. A Troy University, az állam második legnagyobb egyeteme (beleértve a világméretű beiratkozást is), egy hagyományos négyéves intézmény, amely egyetemi és posztgraduális szinten egyaránt diplomát kínál. Az otthoni campus Troyban található, és az egyetem több mint 60 műholdas kampuszt tart fenn 17 államban és 11 országban, amelyek közül sok katonai létesítményeken és azok közelében található a katonai személyzet javára.

## Földrajz
A körülbelül 670 négyzetmérföld területű Pike megye a Coastal Plain fiziográfiai szakaszának része. Pike megye északkeleten Bullock megyével, keleten Barbour megyével, délkeleten Dale megyével, délen Coffee megyével, nyugaton Crenshaw megyével és északon Montgomery megyével határos.
A Conecuh folyó átlósan halad át a megyén északkelettől délnyugatra, és 95 halfajnak és 30 kagylófajnak ad otthont, amelyek közül sok veszélyeztetett. A Pea folyó Pike megye keleti határának részét képezi, és a Choctawhatchee folyó legnagyobb mellékfolyója. A Big Creek és a Whitewater Creek, a Pea folyó jelentős mellékfolyói, közvetlenül Trója alatt erednek. A US Highway 231 és a US Highway 29 Pike megye fő közlekedési útvonalai. A 231-es US Highway észak-déli irányú, a 29-es US Highway pedig kelet-nyugati irányban halad. Troy városi repülőtere a megye egyetlen nyilvános repülőtere .

## Események és látnivalók
Pike megye számos lehetőséget kínál a szabadidős tevékenységekre. A Pike County Pocosin Tract természetvédelmi terület Troytól keletre 190 hektáron terül el, és egyedülálló növényközösségeket tartogat. A látogatók részt vehetnek oktatási műhelyeken, valamint túrázhatnak, vadászhatnak és horgászhatnak. A Troytól öt mérföldre délre található Pike County Lake 45 hektáron terül el, és lehetőséget biztosít a látogatóknak horgászatra és hajózásra, valamint piknikezésre a part mentén. A szintén Troytól délre fekvő L&L Lakes három, összesen több mint 125 hektáros tóból áll, amelyek horgászásra és piknikezésre alkalmasak.
A trójai Pioneer Museum of Alabama 1971-ben nyílt meg, és egy 25 hektáros erdőben található, amelyhez egy tanösvény is tartozik. A múzeumban több mint 16 000 műtárgy található 17 történelmi épületben, köztük egy őrleményt, füstölőt, egyszobás iskolaépületet, vegyesboltot és vonatraktárt. Az Országos Zenekarszövetség 1979-ben hozta létre a Troy University campusán a National Band Association Hírességek Csarnokát. A hivatalosan 1980-ban megnyílt terem azon személyek előtt tiszteleg, akik a zene területén karmesterként jelentős sikereket értek el. A Johnston földimogyoróvaj-malom, ahol a nagy gazdasági világválság idején évente több mint kétmillió tégely mogyoróvajat állítottak elő, ma egy múzeum, ahol a korszak műtárgyait, köztük fényképeket, felszereléseket és a minden októberben megrendezett Mogyoróvaj Fesztivál emléktárgyait őrzik. Ezen kívül a Troy Historic District látogatói 13 antebellum otthont, valamint egy felújított belvárosi teret láthatnak. Szintén a belvárosban található a Johnson Center for the Arts, amely egy történelmi postahivatalban kapott helyet, és egy felújított raktárban további kiállítóhelyet biztosít.
Az elmúlt években a TroyFest a megye népszerű rendezvényévé vált. A Troy belvárosában található téren megrendezett fesztivál a kulturális művészetet ünnepli, és bemutatja a helyi művészeket a közösségnek, valamint régiségeket, művészetet, ételeket és szórakozást kínál. Egy másik népszerű esemény az éves "Taste of Pike County", egy élelmiszer- és üzleti kiállítás, amely márciusban kerül megrendezésre.